# 台北港
台北港（たいほくこう、タイペイこう）は台湾北部の新北市八里区にある国際商港で、その位置づけは基隆港の補助港であるが、その面積比では、基隆港よりも大きい。この内コンテナ埠頭は台北港コンテナ埠頭株式会社が2003年8月28日よりBOT方式での50年契約を政府と調印している。

## 歴史

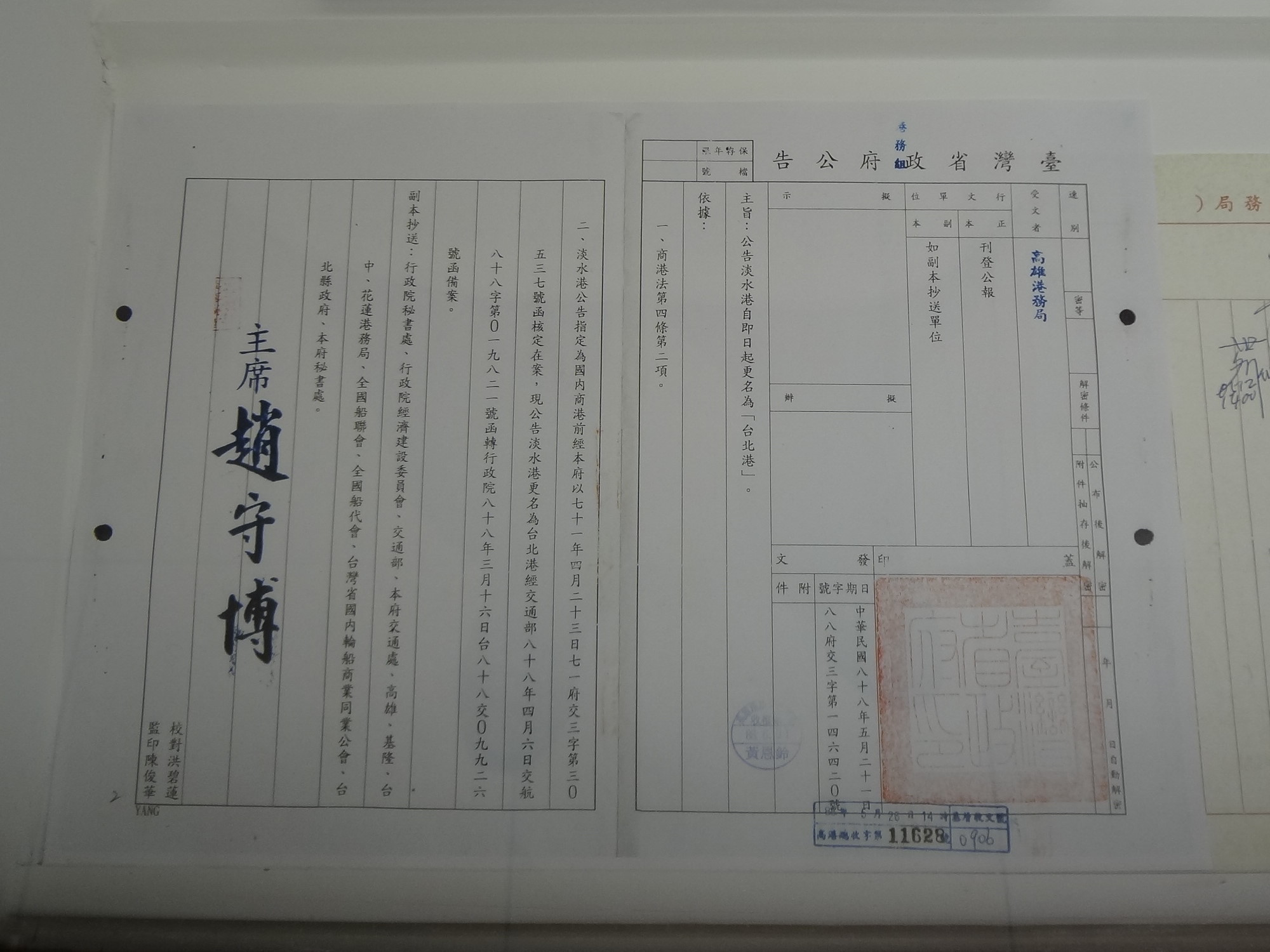
台湾省政府が淡水港と台北港と改称する公告

八里地区に位置するため、以前は通称八里港と呼ばれていた。計画段階での旧称を淡水新港とすることで、淡水旧港と区別している。本港は劉兆玄が中華民国交通部長であった1993年に計画され、当初案では東部の砂利を北部に輸送するための2つの埠頭のみであった。
劉兆玄が副行政院副院長在任中の1999年に、淡水新港は総合的な商港へ計画が変更され、台北港に名称を変更した。 以前は中華民国交通部基隆港務局の管轄であったが、2012年3月1日より台湾港務公司基隆港務分公司管轄となった。

### 歴史
- 1993年:淡水港の第一期工事起工、1998年（民国87年）竣工。
- 1995年:政府が推進する「亜太営運センター計画」の「海運センター計画」において、淡水港は基隆国際商港の補助港として開発することが合意される。
- 1999年:「淡水港整体規画及未来発展計画」及び第二期工事の第一次五か年計画（1996年 - 2001年）が行政院 の承認を経て実施される。
  - 5月21日: 台湾省政府は淡水港と「台北港」と改称する旨を公告する。
- 2002年:台北港の第二期工事第二次五か年計画（2002年 - 2006年）が行政院の承認を経て実施される。
- 2004年:交通部が台北港を基隆国際商港の補助港に指定する。
- 2005年5月25日:行政院は台北港に79haの自由貿易港区（バラ物の貯蔵及び輸送センターと石油製品の貯蔵及び輸送センターを含む）の建設計画を承認、経営業務の主体を物流業界する計画であった。
- 2009年2月18日:台北港コンテナ保管輸送センターの操業を開始。
- 台北港の第二期工事第三次五か年計画（2007年 - 2011年）の目標年度に2011年を設定。
- 台北港第三期工事計画（2012年 - 2021年）及び長期開発計画（2022年以降）並びに将来の海上輸送の発展と需要及び民間投資動向について、包括的な見直しを推進する。

## 地理

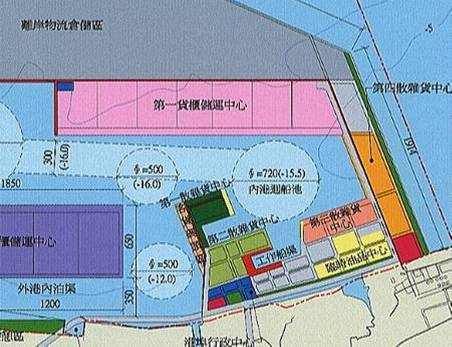
港区の平面図

### 位置
台北港は淡水河河口の西側にあり、台湾海峡に面し、南の観音山が暴風壁の様にあり、港区の南側には観光地の八仙海岸が隣接している。東に34海里先に基隆港、南に87海里先に台中港が、西へ134海里先に福州港がある。

### 埠頭
- 現在東1から東20及び北2から北6など25バースが稼働している。
  - コンテナ埠頭:4バース
  - 石油及び雑貨埠頭:16バース
  - 海巡埠頭：3バース
  - 港勤埠頭:2バース

### 民間投資
- 民営事業機構投資プロジェクト（港湾施設類）
  - 臨時石油製品貯蔵輸送センター1（オペレーター:台塑石化公司）
  - 臨時石油製品貯蔵輸送センター2（オペレーター:友亦企業公司）
  - 臨時石油製品貯蔵輸送センター3（オペレーター:淳品実業公司）
  - 自動車及び部品物流センター（オペレーター:東立物流公司）
  - コンテナ保管輸送センター（オペレーター:台北港コンテナ埠頭公司）
  - 第1ばら物貨物貯蔵輸送センター（オペレーター:嘉新セメント公司）
  - 第2ばら物貨物貯蔵輸送センター（オペレーター:台北港埠通商公司）
  - 第3ばら物貨物貯蔵輸送センター（オペレーター:東立物流公司賃借事業）
  - 倉庫桟橋施設（オペレーター:東立物流公司賃借事業）
  - 国際物流センター（立和国際物流の施工運営）
  - 南埠頭区（募集中）
- 民営事業機構投資プロジェクト（港湾業務類）
  - 曳船等の港勤船舶（焜陽公司）
  - 綱取り放し作業（徳璂公司）
  - タンクローリー給油業務（給油会社）

## 自由貿易港区
台北港の自由貿易港区は埋立工事が完了している約93.7haが稼働しており、東埠頭地区の79ha（第一ばら物貨物センター、第二ばら物貨物センター、臨時石油貯蔵輸送センター、車両物流センター）、北埠頭地区（第一コンテナ保管輸送センター）及び北3から北6バース背後の約14. 7haが含まれる。

## 台北港客船埠頭
台湾海峡両岸からの直行便開放以来、経済貿易や観光による交流が日ごとに密接になり、ビジネス客、旅行者は年々増加、両岸間の輸送向上の要求と必要性が上昇した。このため交通部の指示により台北港は2013年に「台北港 - 平潭」航路を開設した。
- 2013年10月9日:「海峡号」が就航。[4]
- 2014年5月27日:「麗娜輪」が就航。
- 2014年8月27日:出入国者の総数が5万2,432人に達する。[5]

## 台北港コンテナ埠頭
- 台北港は現在台湾において初の、また投資額が最大級のBOT方式で建設された港湾施設で、2009年3月に正式に稼働を開始した。[6]
- 現在台北港コンテナ埠頭は台北港コンテナ埠頭股份有限公司の経営である。
- 台北コンテナ埠頭公司は長栄海運（エバーグリーン）、萬海航運（ワンハイ）、陽明海運（ヤンミン）が共同出資しており、持株比率は以下の通り：
  - 長栄海運:50%
  - 万海航運:40%
  - 陽明海運:10%

- 台北港のBOT計画は元々国際競争入札で外資企業でも51％の株式保有が可能であったので、各国の企業が応札したが、落札業者発表の一週間前になって政府は突然外資の保有可能な株式の割合を49%に引き下げることを発表、これを不服として全ての外資企業が入札を撤回する事態となった。 最終的に台北コンテナ埠頭公司が落札することとなった。

## 関係機関
- 台北港行政ビル
  - 台湾港務公司基隆港務分公司台北港営業所
    - 業務科
    - 港勤所
    - 工務科
    - 桟埠所
    - 人事及び行政室
    - 会計室
    - 政風室
- 財務部関務署基隆税関桃園税関支署台北港出張所
- 内政部警政署基隆水上警察総隊台北中隊
- 内務部消防署台北港分隊
- 行政院海岸巡防署台北港海巡基地（建設中）
  - 北部地区機動海巡隊
  - 台北商港安検所
- 台湾銀行台北港支店

## 交通
省道
- 15線、台61線重複区間。
- 台61線（西海岸高速道路）、台15線重複区間。
  - 八里インターチェンジ
- 台61甲線
  - 台北港出口
  - 八里インターチェンジ
- 台64線
  - 台北港出口
  - 八里インターチェンジ

バス
- 三重客運
  - 704系統（八里 - 北門）
  - 704系統区間車（八里 - MRT蘆洲駅）
  - 927系統（三重 - 八里）※淡水客運、首都客運の共同運行
- 淡水客運
  - 682系統（八里 - 社子）
  - 878系統（八里 - MRT淡水駅）
  - 927系統（三重 - 八里）※三重客運、首都客運の共同運行
  - 紅13系統（八里 - 十三行博物館 - MRT関渡駅）
  - 紅22系統（八里 - MRT関渡駅）
- 首都客運
  - 927系統（三重 - 八里）※三重客運、淡水客運の共同運行

鉄道
- 淡海軽軌
- █ 淡海軽軌八里線 （計画線）
  - 八里台北港駅